# آندری بیکی
آندری بیکی (انگلیسی: André Bikey؛ زادهٔ ۸ ژانویهٔ ۱۹۸۵) بازیکن فوتبال اهل کامرون است.
از باشگاه‌هایی که در آن بازی کرده است می‌توان به باشگاه فوتبال اسپانیول، باشگاه فوتبال میدلزبرو، باشگاه فوتبال شینیک یاروسلاول، باشگاه فوتبال پاسوژ د فریرا، باشگاه فوتبال چارلتون اتلتیک، باشگاه فوتبال ردینگ، باشگاه فوتبال برنلی، باشگاه فوتبال بریستول سیتی، باشگاه ورزشی آوش، باشگاه ورزشی لیریا، باشگاه فوتبال لوکوموتیو مسکو، باشگاه فوتبال نورث‌ایست یونایتد، و باشگاه فوتبال پانتولیکوس اشاره کرد.
وی همچنین در تیم‌های ملی فوتبال کامرون و زیر ۲۳ سال کامرون بازی کرده است.